# Rijk Zwaan
Rijk Zwaan Zaadteelt en Zaadhandel B.V. is een Nederlands groenteveredelingsbedrijf met het hoofdkantoor in De Lier, Zuid-Holland. Het familiebedrijf ontwikkelt groente- en fruitrassen en produceert daarvan de zaden die verkocht worden aan telers over de hele wereld. De onderneming heeft een marktaandeel van 10% en veredelt ruim 30 soorten groenten, waaronder sla, tomaat, komkommer, paprika, meloen en koolsoorten. Ze beschikt over veel patenten op dat gebied.

## Geschiedenis

### Oprichting en groei
De grondlegger en naamgever van het bedrijf, Rijkent Zwaan, stamde uit een familie van zaadtelers en zaadhandelaren uit Enkhuizen, dat eind negentiende eeuw opkwam als centrum voor zaadproductie. Zwaan opende in 1924 een winkel voor zaden aan het Zwaanshals in Rotterdam. Om zelf planten te selecteren en zo de zaadkwaliteit te kunnen controleren, bouwde hij in 1932 in Bergschenhoek eigen faciliteiten voor zaadteelt en veredeling. Na de Tweede Wereldoorlog ontwikkelde de glastuinbouw zich explosief. Het Westland, Rijk Zwaans belangrijkste afzetgebied, werd een belangrijke regio voor de teelt van glasgroenten. Het bedrijf groeide snel in de tweede helft van de twintigste eeuw. Het hoofdkantoor verhuisde in 1970 naar het Westlandse De Lier. In 1964 werd in Duitsland het eerste buitenlandse dochterbedrijf opgericht. Vanaf 1980 werd de internationale markt steeds belangrijker voor de onderneming en groeide het aantal vestigingen buiten Nederland.

### Overname door directie
In 1986 besloot de familie Zwaan de aandelen van het bedrijf te verkopen aan BP Nutrition, omdat er geen opvolging in de familie was. BP Nutrition investeerde de eerste twee jaar in Rijk Zwaan. De multinational veranderde echter van strategische koers en zette de onderneming in 1989 te koop. Directie, medewerkers en zelfs klanten verzetten zich tegen verkoop aan partijen die het veredelingsbedrijf wilden ontmantelen of laten fuseren. Men wilde het bedrijf intact en zelfstandig houden. Met financiële hulp van medewerkers en land- en tuinbouwcoöperatie Cebeco-Handelsraad slaagde de directie erin het bedrijf te kopen van BP Nutrition.
Internationalisering en nieuwe technologie kenmerkten de gang van zaken in het bedrijf vanaf de negentiger jaren. In 1989 werd de onderneming mede-aandeelhouder van biotechnologiebedrijf Keygene in Wageningen, dat zich onder meer toelegt op merkertechnologie. In 2004 zette het veredelingsbedrijf een tweede onderzoekslocatie op in Fijnaart. Vanaf 1989 opende Rijk Zwaan gemiddeld elk jaar een nieuwe vestiging buiten Nederland.

## Producten
Het bedrijf veredelt groenten en produceert en verkoopt de zaden ervan. Het assortiment bestaat vooral uit vruchtgroenten, bladgewassen, wortelgewassen en koolsoorten. In totaal biedt het bedrijf meer dan 1.800 rassen aan. Eigenschappen waarop wordt geselecteerd zijn onder meer smaak en textuur, consistentie, productiewaarde en gezondheids- en voedingswaarde. Teeltomstandigheden en afzetmarkten voor groenten verschillen wereldwijd sterk. Daarom ontwikkelt men rassen die specifiek geschikt zijn voor bepaalde lokale teelt- en marktomstandigheden.  
Zaden die het bedrijf elders laat produceren worden in Nederland geschoond en gecontroleerd op zuiverheid, rasechtheid, raszuiverheid, zaadoverdraagbare ziektes en kiemkracht. Sommige zaden krijgen dan nog extra bewerkingen, zoals pilleren, om ze makkelijker te kunnen zaaien, of een coating tegen kiemziektes. Het bedrijf verkoopt zaden en voorziet afnemers van kennis. Om na te gaan of gewassen geschikt zijn voor lokale omstandigheden worden de rassen wereldwijd bij telers in de praktijk getest. Het bedrijf werkt bij de advisering aan telers samen met overheden, ngo's en andere (lokale) partners. De onderneming wisselt ook informatie uit met bedrijven uit de groenteketen zoals winkelketens, voedingsbedrijven, snijderijen en restaurants.
Rijk Zwaan ontwikkelt geen rassen die onder de regulering voor genetisch gemodificeerde organismen (ggo) vallen.